# Sant Hipòlit de Voltregà
Sant Hipòlit de Voltregà (em catalão e oficialmente) ou San Hipólito de Voltregá (em castelhano) é um município da Espanha na comarca de Osona, província de Barcelona, comunidade autónoma da Catalunha. Tem 0,97 km² de área e em 2021 tinha 3 547 habitantes (densidade: 3 656,7 hab./km²).

## Demografia
| Variação demográfica do município entre 1991 e 2004[carece de fontes?] | Variação demográfica do município entre 1991 e 2004[carece de fontes?] | Variação demográfica do município entre 1991 e 2004[carece de fontes?] | Variação demográfica do município entre 1991 e 2004[carece de fontes?] |
| ---------------------------------------------------------------------- | ---------------------------------------------------------------------- | ---------------------------------------------------------------------- | ---------------------------------------------------------------------- |
| 1991                                                                   | 1996                                                                   | 2001                                                                   | 2004                                                                   |
| 2981                                                                   | 2909                                                                   | 3047                                                                   | 3150                                                                   |